# Vollstedt
Vollstedt (północnofryz. Fåålst, duń. Folsted) – gmina w Niemczech w kraju związkowym Szlezwik-Holsztyn, w powiecie Nordfriesland, wchodzi w skład urzędu Mittleres Nordfriesland.